# مژدوگورنویه
مژدوگورنویه (به لاتین: Mezhdugornoye) یک منطقهٔ مسکونی در روسیه است که در باشقیرستان واقع شده‌است.